# Conférence de Berlin (31 mars 1917)
Vous lisez un « bon article » labellisé en 2019.
Pour les articles homonymes, voir Conférence de Berlin (homonymie).
La conférence de Berlin du 31 mars 1917 est une rencontre gouvernementale allemande destinée à définir une nouvelle orientation des buts de guerre du Reich impérial dans l'Est de l'Europe. Convoquée à l'initiative du Chancelier du Reich, cette rencontre entre membres du gouvernement et chefs de l'Oberste Heeresleitung a pour objectif de définir, quelques jours après la chute définitive de la monarchie en Russie, les principes qui doivent sous-tendre la politique du Reich, principal animateur de la quadruplice, face aux changements politiques en cours en Russie. En effet, la révolution russe en cours ouvre pour le Reich la perspective d'imposer à la Russie des conditions de paix draconiennes, autorisant les projets les plus démesurés.

## Contexte

### LeReichface à la révolution russe

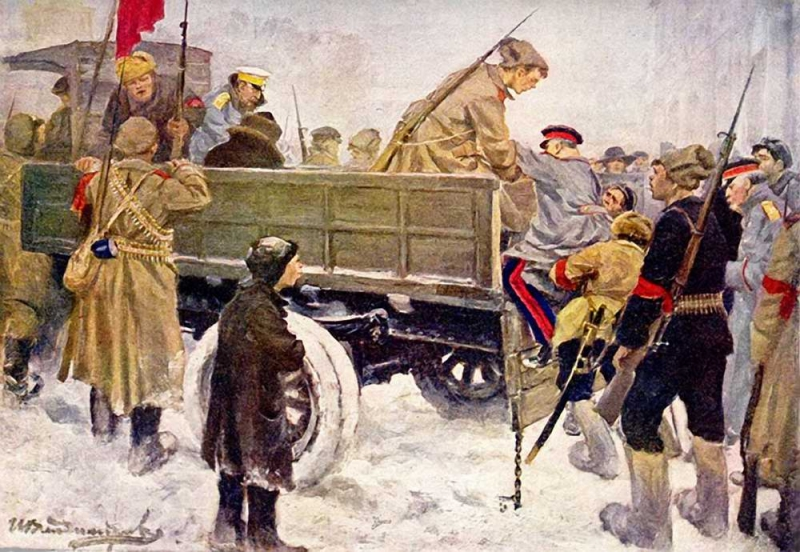
En 1917, l'armée russe est durablement affaiblie, notamment par les arrestations d'officiers (peinture d'Ivan Vladimirov).

La révolution de Février met provisoirement un terme aux opérations militaires sur le front de l'Est ; cependant, le choix du gouvernement provisoire russe de rester fidèle aux alliances conclues par le régime impérial oblige le Reich et ses alliés à maintenir sur place un nombre important de divisions pour faire face aux troupes russes.
Au cours du mois de mars, Arthur Zimmermann, le ministre allemand des Affaires étrangères est informé par bribes de l'évolution de la situation politique en Russie, notamment du renversement de la monarchie ; ainsi, rapidement le chancelier du Reich, Theobald von Bethmann Hollweg, et les Dioscures, Paul von Hindenburg et Erich Ludendorff, se persuadent que des négociations de paix avec le gouvernement provisoire russe pourront bientôt s'ouvrir et donner au Reich et à ses alliés une « paix satisfaisante » ; dès le 27 mars, cependant, le gouvernement provisoire, par la voix de son président Gueorgui Lvov, annonce sa volonté de poursuivre la guerre aux côtés des Alliés. 
Toutefois, le souhait du gouvernement russe de rester fidèle à la Triple-Entente ne lui donne pas pour autant la capacité de mener des opérations militaires ambitieuses : en effet, la révolution et les troubles qui en découlent ont fait disparaître pour un temps les capacités opérationnelles de l'armée russe. 
Conscients de cette réalité, les planificateurs militaires de la quadruplice redéploient rapidement en Italie, dans les Balkans et à l'Ouest une partie de leurs armées alors engagées sur le front de l'Est.

### Refouler la Russie

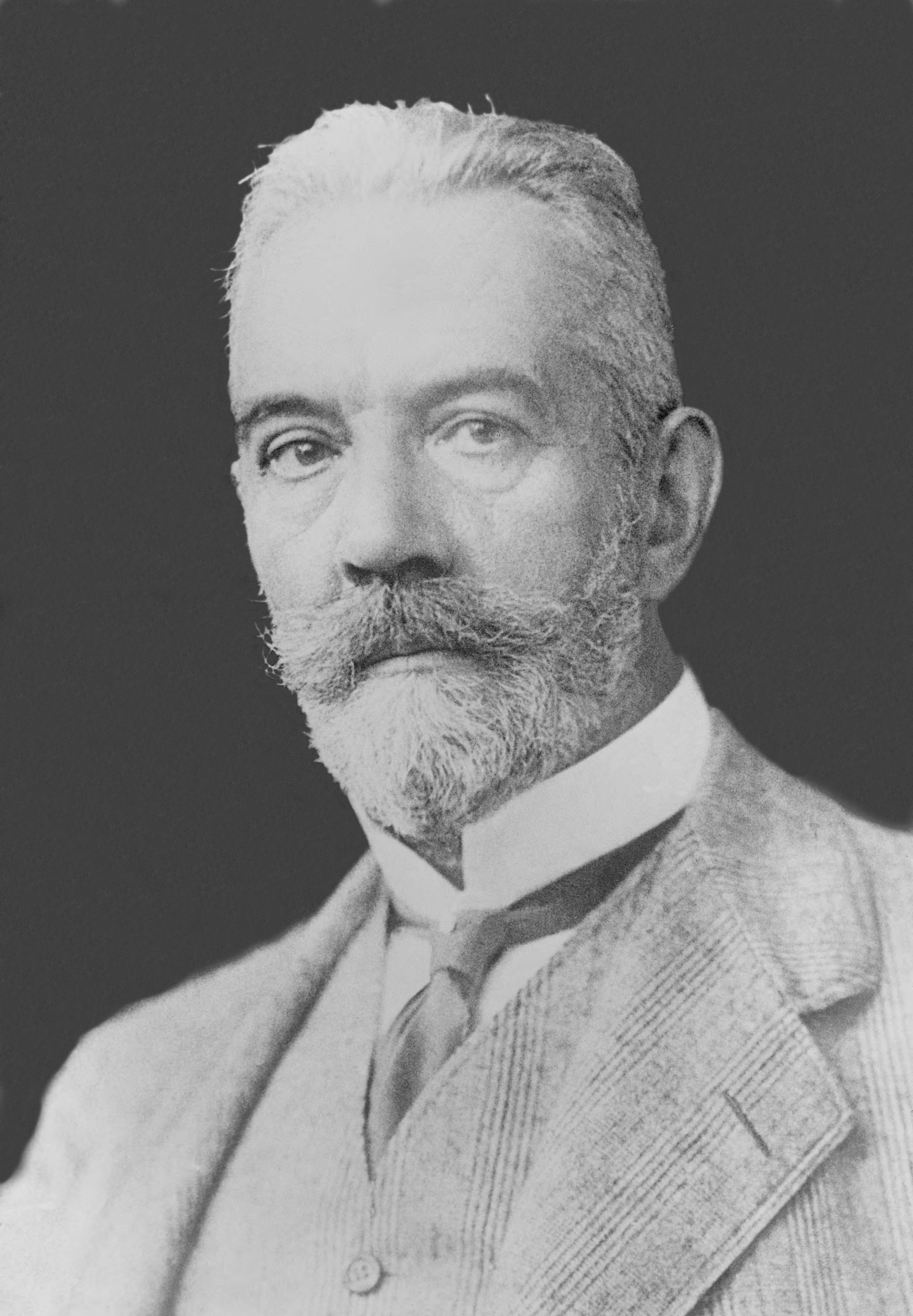
Le chancelier du Reich, Theobald von Bethmann Hollweg, ici en 1917, souhaite voir le de contrôler les marges occidentales de la Russie.

Depuis la constitution de l'empire allemand, les responsables du Reich sont confrontés au dilemme stratégique de la guerre sur deux fronts, face à la France et face à la Russie.
Pour limiter les effets de cette double confrontation simultanée, les diplomates allemands imaginent de donner au Reich une profondeur stratégique en encourageant sur les marges non russes de l'empire des Tsars la constitution d'États tampons constituant pour le Reich et ses alliés une protection face à la Russie,.
Ainsi, dès les premiers jours du conflit, le chancelier du Reich Theobald von Bethmann Hollweg se montre partisan de placer sous contrôle allemand l'ensemble des territoires de la partie européenne de l'empire russe, sous l'apparence de leur émancipation, afin, notamment d'« éloigner la Russie le plus possible de la frontière allemande ». Durant le mois de septembre 1914, le chancelier et ses ministres définissent les régions à contrôler aux dépens de la Russie : la Finlande, les pays baltes, la Pologne, l'Ukraine jusqu'à Rostov-sur-le-Don.

## Participants

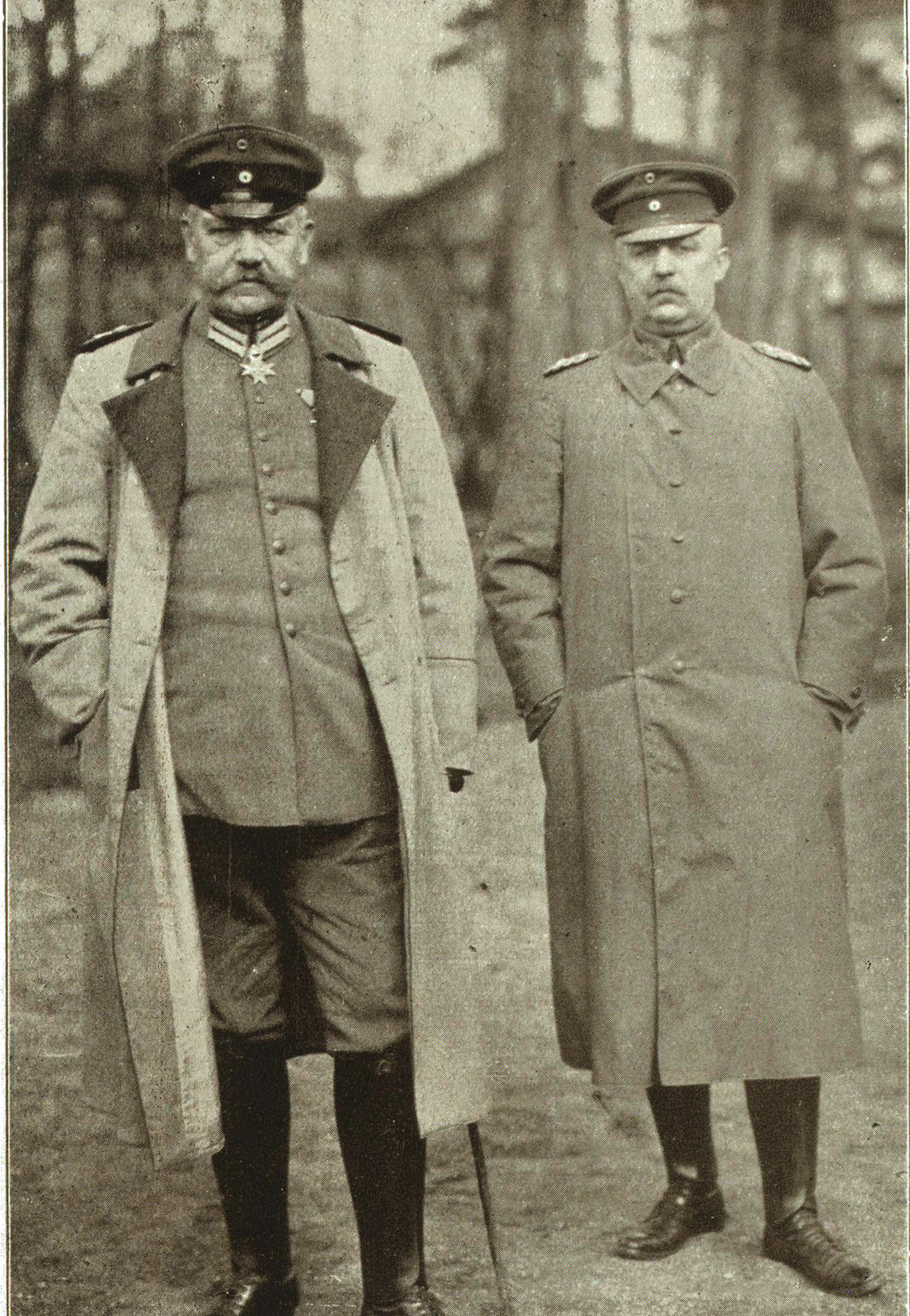
Paul von Hindenburg et Erich Ludendorff, ici en janvier 1917 guerre mondiale, assistent à la conférence.

Le chancelier du Reich Theobald von Bethmann Hollweg ouvre et clôt la conférence, mais n'assiste pas aux travaux. Il est représenté par Arthur Zimmermann, secrétaire d'État aux Affaires étrangères, assisté de ses principaux collaborateurs. 
Lors de cette conférence, le commandement militaire est représenté par ses deux dirigeants, les Dioscures Paul von Hindenburg et Erich Ludendorff, ainsi que leur adjoint Max Hoffmann, l'homme « incontournable de l'Est », principal organisateur du front de l'Est,.

## Discussions

### Divergences entre civils et militaires
Très vite, en dépit de leur souhait de neutraliser rapidement la Russie, les participants échouent à se mettre d'accord sur l'envoi en Russie de davantage d'agitateurs pacifistes. Le 27 mars, plusieurs trains transportant des leaders bolcheviks et mencheviks, notamment Lénine et Julius Martov, étaient déjà partis de Suisse vers la Russie, avec l'accord du Reich,,. 
Ainsi, deux camps, existants depuis le début du conflit, se cristallisent lors de cette rencontre, d'un côté les partisans de la déstabilisation durable de la Russie, de l'autre, les tenants de son simple affaiblissement, garanti par un traité de paix. Les militaires, soutenus par les pangermanistes et les nationalistes, aspirent à fermer définitivement le front de l'Est à n'importe quel prix ; le chancelier du Reich, appuyé sur la majorité des partis représentés au Reichstag, tente d'ouvrir des négociations avec le nouveau pouvoir russe pour garantir les conquêtes en Pologne et dans les pays baltes.

### Des divergences indépassables
Dans un contexte exacerbé par le conflit, ces divergences masquent en réalité les divisions profondes entre pangermanistes et nationalistes d'une part, et les tenants d'un certain réalisme politique, d'autre part. 
Les militaires, soutenus par les milieux pangermanistes, affichent clairement leurs ambitions : ils souhaitent la réalisation d'un programme expansionniste maximal, ce qui obligerait le Reich et ses alliés à poursuivre la guerre jusqu'à la victoire totale, précisément à un moment où celle-ci apparaît de plus en plus illusoire. 
Face à eux, Bethmann-Hollweg, ses conseillers et la majorité sur laquelle il s'appuie au Reichstag depuis le déclenchement des hostilités souhaitent fixer des buts limités au conflit, de façon à en permettre la sortie négociée, même si cela implique de renoncer à la victoire totale.

## Décisions

### Neutraliser la Russie

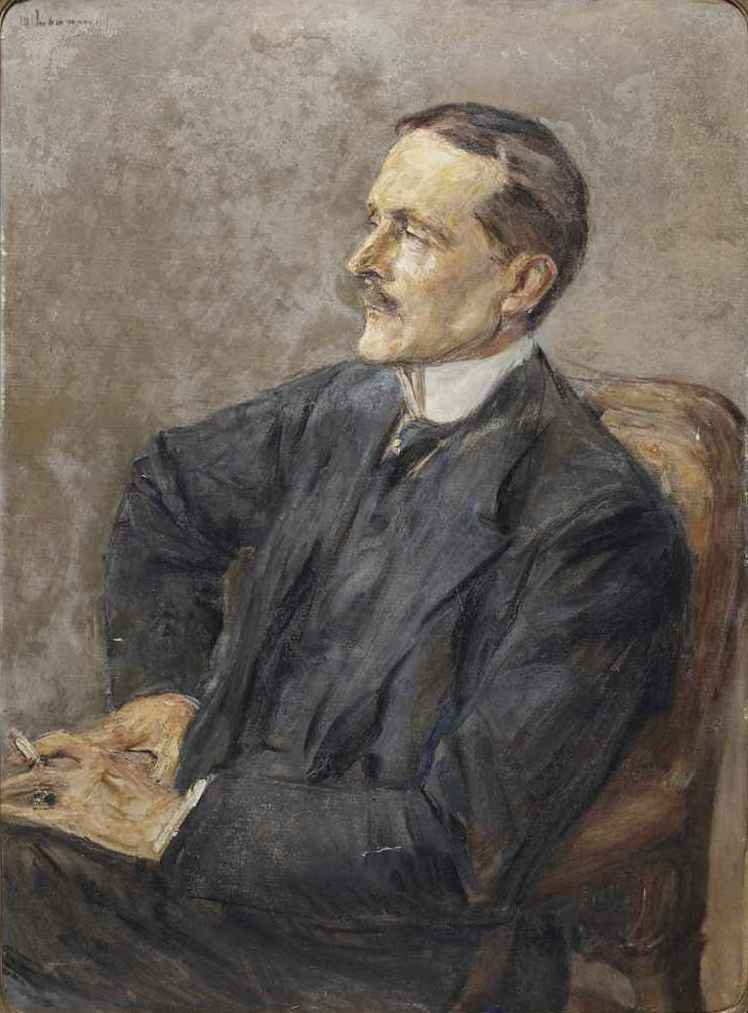
Le diplomate Ulrich von Brockdorff-Rantzau, artisan du retour des Bolcheviks en Russie (portrait de Max Liebermann).

À Berlin, le gouvernement du Reich, les Dioscures et leurs principaux collaborateurs clarifient leur volonté de faire sortir la Russie du conflit.  
Ainsi, sur les conseils d'Ulrich von Brockdorff-Rantzau, alors en poste au Danemark, Arthur Zimmermann obtient du chancelier non seulement l'autorisation d'encourager la propagande pacifiste en Russie, mais aussi de faciliter le retour des Bolcheviks, afin d'« aggraver les dissensions entre modérés et extrémistes ». Dans ce cadre, les représentants allemands en Suisse négocient avec Lénine les conditions de son retour garantissant à la fois son indépendance politique à l'égard du gouvernement du Reich et des subsides pour développer son action pacifiste,.
Parallèlement à cette action subversive, les diplomates parviennent à convaincre les militaires de ne plus lancer d'action d'envergure sur le front russe, afin d'éviter une réaction de la part de l'armée ; selon ces diplomates, l'armée allemande doit multiplier les opérations de faible envergure : ils espèrent ainsi non seulement épuiser progressivement l'armée russe sans susciter de sursaut nationaliste en Russie, mais aussi renforcer les partisans d'une paix négociée parmi les membres du nouveau gouvernement en place à Petrograd,.

### Projets coloniaux
Lors de cette réunion, les cartes des pays baltes sont examinées avec soin ; à cette occasion doit être définie une ébauche de planification territoriale pour la colonisation allemande de la Lituanie et de la Courlande.
Deux projets sont alors abordés, le premier mettant en œuvre de vastes programmes d'expulsion des populations baltes pour installer à leur place des Allemands du Reich, le second privilégiant une « germanisation douce », visant à intégrer progressivement les Baltes au sein de la population allemande. Ainsi, les civils se placent explicitement dans la tradition bismarckienne, visant à assimiler les Polonais et les Baltes de ces régions au sein du Reich, tandis que Ludendorff aspire à un projet raciste et colonialiste visant à établir des communautés agraires germaniques dans ces régions.
À ce stade du conflit, ces projets demeurent peu élaborés, mais suscitent des débats intenses entre les civils, partisans de l'assimilation des populations baltes, et les militaires, essentiellement Erich Ludendorff, partisans de vastes expulsions, préalable à la mise en œuvre d'une colonisation de peuplement allemand dans les pays baltes.

### Épuration ethnique

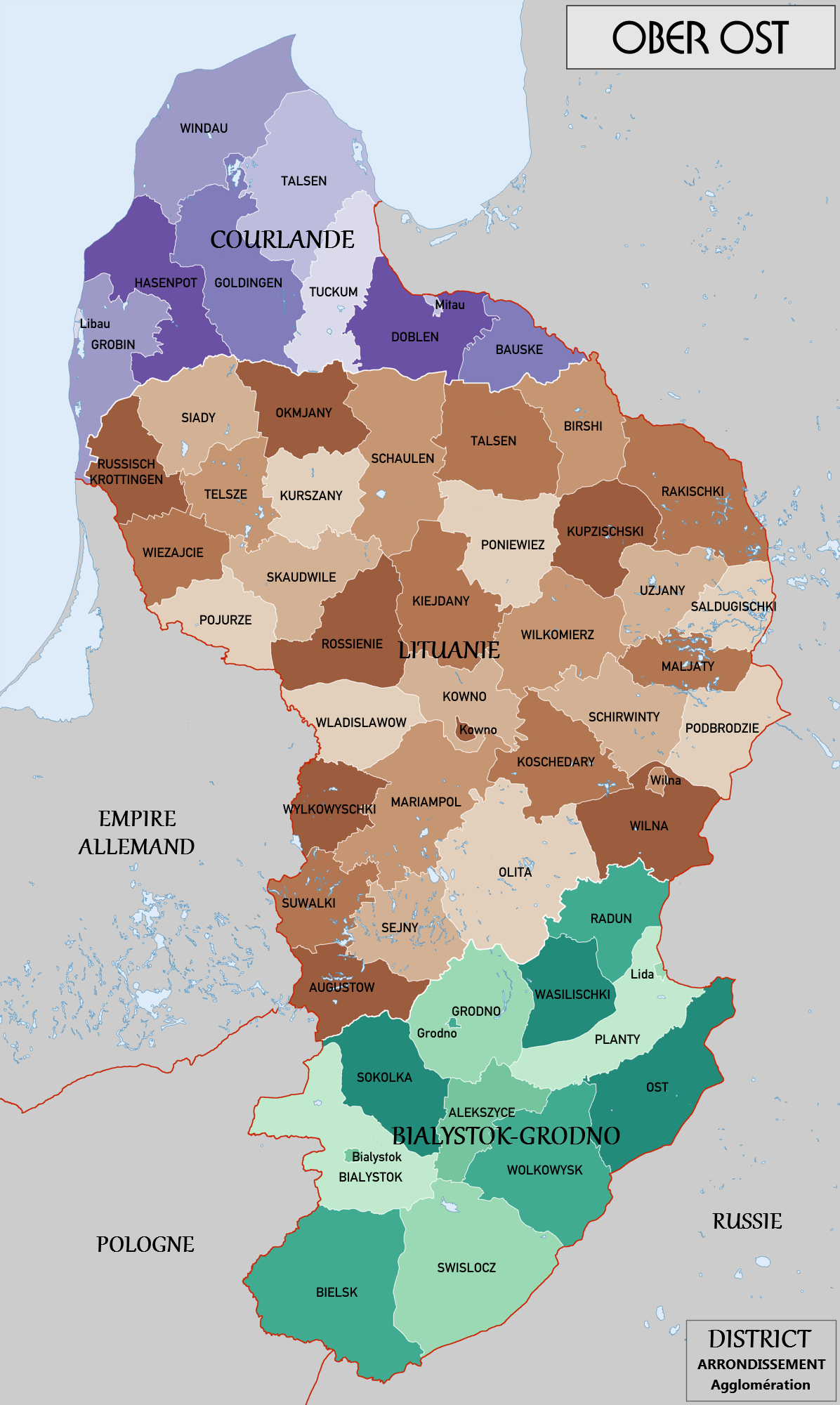
Ludendorff souhaite mener une épuration ethnique dans les territoires de l'Ober Ost.

Pour la première fois, les responsables allemands présents, fortement influencés par les aspirations expansionnistes d'Erich Ludendorff, envisagent l'expulsion en grand nombre des populations slaves et baltes, préalable à la colonisation des régions baltiques déjà contrôlées par les armées du Reich.
Les participants aspirent à germaniser les régions baltes et pour cela expulser les populations baltes et slaves des anciens gouvernements d'Estonie, de Livonie, ainsi que de l'Ober Ost, une fois la guerre finie.
Cependant, cet horizon déplaît aux militaires. En effet, Ludendorff, dont l'entourage compte de nombreux Allemands de la Baltique, se montre partisan de commencer la réalisation de cet ambitieux programme colonial le plus rapidement possible : il planifie des expulsions massives des populations baltes et slaves, réalisant une véritable « épuration ethnique », comme un préalable à la germanisation. Le premier quartier-maître général souhaite également voir mis en place un calendrier pour ces vastes transferts de populations,.